# Horvátfalu (Ausztria)
Horvátfalu (németül: Krobotek, horvátul: Hrvatski Kut, a régi gradišćei alak szerint Horvatski Kut, vagy Hervatski Kut) Badafalva településrésze, egykor önálló község Ausztriában, Burgenland tartományban, a Gyanafalvi járásban.

## Fekvése
Szentgotthárdtól 6 km-re nyugatra, Gyanafalvától 8 km-re északkeletre fekszik.

## Története
1698-ban "Horvátfalu" néven említik először. Nevét első horvát lakóiról kapta. A szentgotthárdi ciszterci apátság birtoka volt. 1720-ban 26 portát számláltak a településen. 1787-ben 75 házában 430 lakos élt. 1830-ban 71 háza és 452 lakosa volt.
Vályi András szerint "HORVÁTFALVA, Krobathegy. Elegyes falu Vas Varmegy. földes Urai a’ Szent Gothárdi Cziszterczita Szerzetbéli Atyák, lakosai katolikusok, fekszik Badafalvához közel, és annak filiája, fája, legelője elég van, eladásra jó módgya, határja hegyes, és néhol soványas."
Fényes Elek szerint "Horvátfalva, német falu, Vas vmegyében, a sz. gothárdi uradalomban: 571 kath. lak., szőlőhegygyel, középszerű földekkel. Ut. p. Rába-Sz. Mihály."
Vas vármegye monográfiája szerint "Horvátfalu, 102 házzal és 683 németajkú r. kath. lakossal. Postája Nagyfalva, távírója Szt.-Gotthárd."
1910-ben 216, túlnyomórészt német lakosa volt. 1921-ig Vas vármegye Szentgotthárdi járásához tartozott. A békeszerződések Ausztriának ítélték. 1971-ben közigazgatásilag Badafalvához csatolták. Muzsikaháza 1985-ben épült. 2001-ben 343 lakosa volt.

## Nevezetességei
- A falunak zenei együttese van.
- Kápolnája.

## Külső hivatkozások
- Horvátfalu a dél-burgenlandi települések honlapján
- Badafalva a dél-burgenlandi települések honlapján
- A burgenlandi települések történeti lexikona
- A népiskola honlapja Archiválva 2016. március 5-i dátummal a Wayback Machine-ben